# Australoechemus celer
Espèce
Australoechemus celer est une espèce d'araignées aranéomorphes de la famille des Gnaphosidae.

## Distribution
Cette espèce est endémique du Cap-Vert.

## Description
Le mâle holotype mesure 5 mm.

## Publication originale
- Schmidt, Geisthardt & Piepho, 1994 : Zur Kenntnis der Spinnenfauna der Kapverdischen Inseln (Arachnida: Araneida). Mitteilungen des Internationalen Entomologischen Vereins, vol. 19, no 3/4, p. 81-126 (texte intégral).